# Trendz
Trendz (кор. 트렌드지, Teurendeuji, стилізовано великими літерами) — південнокорейський бой-бенд, створений Interpark Music Plus. Гурт складається з семи учасників: Хавіт, Ліон, Юну, Ханґук, Раель Иніль та Єчан. Вони офіційно дебютували 5 січня 2022 року з першим мініальбомом під назвою Blue Set Chapter 1. Tracks.

## Кар'єра

### До дебюту
Наприкінці 2017 року Хавіт, Ліон і Ханґук змагалися в реаліті-шоу на виживання Mix Nine, посівши відповідно 42, 63, 72 і 39 місце серед усіх чоловіків-учасників.
21 липня 2021 року Interpark оголосили, що вони створили дочірній лейбл Interpark Music Plus для свого бізнесу створення ідол-гуртів. Також стало відомо, що лейбл готується запустити новий чоловічий ідол-гурт ідолів протягом року.

### 2022–тепер: дебют ізBlue Set Chapter 1. TracksтаBlue Set Chapter 2. Choice
5 січня 2022 року Trendz випустили свій дебютний мініальбом Blue Set Chapter 1. Tracks.
8 червня Trendz випустили свій другий мініальбом Blue Set Chapter 2. Choice.
12 листопада Trendz випустили свій перший сингл-альбом Blue Set Chapter. Unknown Code.
15 березня 2023 року Trendz випустили свій другий сингл-альбом Blue Set Chapter. New Dayz.

## Учасники
- Хавіт (하빛)
- Ліон (리온)
- Юну (윤우)
- Ханґук (한국)
- Раель (라엘)
- Иніль (은일)
- Єчан (예찬)

## Дискографія

### Мініальбоми
| Назва                      | Деталі | Пікові позиції у чартах | Продажі                  |
| Назва                      | Деталі | KOR                     | Продажі                  |
| -------------------------- | --- | ----------------------- | ------------------------ |
| Blue Set Chapter 1. Tracks | - Реліз: 5 січня 2022 - Лейбл: Interpark Music Plus - Формат: CD, цифрове завантаження, стриминг Трек-лист 1. «Villain» 2. «TNT (Truth & Trust)» 3. «Trauma» 4. «□ (Be My Love)» 5. «TNT (Truth & Trust)» (instrumental) | 30                      | - Південна Корея: 7,927  |
| Blue Set Chapter 2. Choice | - Реліз: 8 червня 2022 - Лейбл: Interpark Music Plus - Формат: CD, цифрове завантаження, стриминг Трек-лист 1. «Awake» 2. «Who [吼]» 3. «Clique» 4. «Re: Daybreak» 5. «Forever More»                                     | 25                      | - Південна Корея: 25,947 |

### Сингл-альбоми
| Назва                          | Деталі | Пікові позиції у чартах | Продажі                  |
| Назва                          | Деталі | KOR                     | Продажі                  |
| ------------------------------ | --- | ----------------------- | ------------------------ |
| Blue Set Chapter. Unknown Code | - Реліз: 12 листопада 2022 - Лейбл: Interpark Music Plus - Формат: CD, цифрове завантаження, стриминг Трек-лист 1. «One Way to Go» (Intro) 2. «Vagabond» 3. «Breakdown» | 12                      | - Південна Корея: 25,122 |
| Blue Set Chapter. New Dayz     | - Реліз: 15 березня 2023 - Лейбл: Interpark Music Plus - Формат: CD, цифрове завантаження, стриминг Трек-лист 1. «New Days» 2. «Fantasy» 3. «Nightmare»                 | 7                       | - Південна Корея: 31,389 |
| Still on My Way                | - Реліз: 6 вересня 2023 - Лейбл: Global H - Формат: CD, цифрове завантаження, стриминг                                                                                  | 6                       | - Південна Корея: 60,122 |

### Сингли
| Назва                 | Рік  | Альбом                         |
| --------------------- | ---- | ------------------------------ |
| «TNT» (Truth & Trust) | 2022 | Blue Set Chapter 1. Tracks     |
| «Who» [吼]            | 2022 | Blue Set Chapter 2. Choice     |
| «Vagabond»            | 2022 | Blue Set Chapter. Unknown Code |
| «New Days»            | 2023 | Blue Set Chapter. New Dayz     |
| «My Way»              | 2023 | Still On My Way                |

## Амбасадорство
- Глобальний екологічний посол (2023)[15]

## Нагороди і номінації
| Нагорода           | Рік  | Категорія   | Номінант / Робота | Результат | Прим.  |
| ------------------ | ---- | ----------- | ----------------- | --------- | ------ |
| Asia Artist Awards | 2022 | Focus Award | Trendz            | Перемога  | [ 16 ] |